# 9 (álbum de Cashmere Cat)
9 é o álbum de estúdio de estreia do cantor e DJ norueguês Cashmere Cat. Seu lançamento ocorreu em 28 de abril de 2017, através da Interscope Records e Mad Love.

## Antecedentes
Em 2012, Cashmere Cat lançou seu extended play (EP) de estreia, Mirror Maru, seguido de Wedding Bells dois anos depois. Durante esse tempo, ganhou relevância no meio musical e o músico Benny Blanco o convidou para uma colaboração na produção de seus primeiros concertos nos Estados Unidos.
Após produzir para artistas como Kanye West, The Weeknd e Ariana Grande, em 26 de fevereiro de 2016, Cashmere anunciou que estava trabalhando em seu álbum de estúdio de estreia.Em 24 de agosto, o cantor The Weeknd postou um trecho de "Wild Love" na sua conta do Instagram. Dois dias após o lançamento da canção, o álbum foi nomeado com a faixa-titulo e a capa foi divulgada.
No entanto, em 10 de abril de 2017, Cashmere renomeou o álbum para 9, refletindo a canção "9 (After Coachella)" e afirmou o fim da produção do álbum. O alinhamento de faixas e a data de lançamento foram divulgadas em 19 de abril do mesmo ano, através da conta do Twitter do artista. Em 24 de agosto de 2017, Cashmere revelou a capa oficial do álbum 9, anteriormente intitulado como Wild Love. A capa prévia mostrava a silhueta de uma pessoa caminhando numa rua com neve e carros nos lados. No entanto, a capa oficial do álbum demonstra o número 9 contra um fundo preto numa tela de computador. The official artwork for the album is a photo of the number '9' against a black background displayed on a computer screen.

## Promoção
Em 26 de agosto de 2016, "Wild Love" foi lançada como single principal do álbum. O segundo single, "Trust Nobody", foi lançado em 26 de setembro. "Love Incredible" foi lançado em 16 de fevereiro de 2017 como segundo single. A canção "9 (After Coachella)" foi lançada em 30 de março como quarto single. "Throw Myself a Party" foi lançada originalmente como single promocional, mas não fez parte da lista de faixas do álbum. Em 27 de abril de 2017, "Quit", que conta com a participação da cantora Ariana Grande, foi lançada como quinto single.

## Lista de faixas
| N.º | Título                                                | Compositor(es)                                                                                        | Produtor(es)                           | Duração |  |
| 1.  | "Night Night" (com Kehlani)                           | Magnus August Høiberg, Benny Blanco, David Ainley, Kehlani Parrish                                    | Cashmere Cat, Blanco, Holy Other       | 1:44    |  |
| 2.  | "Europa Pools" (com Kacy Hill)                        | Høiberg, Josh Leary, Kacy Hill, Blanco                                                                | Cashmere Cat, Evian Christ             | 3:25    |  |
| 3.  | "9 (After Coachella)" (com MØ e Sophie)               | Høiberg, Blanco, Karen Marie Ørsted, Sophie Xeon                                                      | Cashmere Cat, Blanco, Sophie           | 4:32    |  |
| 4.  | "Wild Love" (com The Weeknd e Francis and the Lights) | Abel Tesfaye, Høiberg, Blanco, Francis Starlite                                                       | Cashmere Cat, Blanco                   | 3:27    |  |
| 5.  | "Quit" (com Ariana Grande)                            | Sia Furler, Frank Romano, Høiberg, Ariana Grande, Blanco                                              | Cashmere Cat, Blanco                   | 4:18    |  |
| 6.  | "Infinite Stripes" (com Ty Dolla Sign)                | Høiberg, Blanco, Brittany Hazzard, Andrew Wansel, Autoro Whitfield, Dexter Wansel, Tyrone Griffin Jr. | Cashmere Cat, Blanco, Pop Wansel, Toro | 3:28    |  |
| 7.  | "Victoria's Veil"                                     | Høiberg, Alan Parsons, Eric Woolfson                                                                  | Cashmere Cat                           | 3:16    |  |
| 8.  | "Trust Nobody" (com Selena Gomez e Tory Lanez)        | Høiberg, Hazzard, Daystar Peterson, Selena Gomez, Blanco, Adam Feeney                                 | Cashmere Cat, Blanco                   | 3:35    |  |
| 9.  | "Love Incredible" (com Camila Cabello)                | Høiberg, Camila Cabello, Timothy Thomas, Blanco, Theron Thomas, Xeon                                  | Cashmere Cat, Blanco, Sophi            | 2:59    |  |
| 10. | "Plz Don't Go" (com Jhené Aiko)                       | Høiberg, Dan Vidmar, Jhené Aiko, Cathy Dennis, Blanco                                                 | Cashmere Cat, Blanco                   | 3:56    |  |

| Faixas bônus da edição japonesa |                                         |                                                                                                |                            |         |  |
| N.º                             | Título                                  | Compositor(es)                                                                                 | Produtor(es)               | Duração |  |
| 11.                             | "Quit" (com Ariana Grande; Seiho remix) | Furler, Romano, Høiberg, Grande, Blanco                                                        | Cashmere Cat, Blanco       | 4:07    |  |
| 12.                             | "Adore" (com Ariana Grande)             | Høiberg, Blanco, Ammar Malik, Jeremih Felton, Kenneth Edmonds, Darryl Simmons, Peder Losnegard | Cashmere Cat, Blanco, Lido | 3:35    |  |

## Desempenho nas tabelas musicais

### Posições
| Tabela musical (2017)          | Melhor posição |
| ------------------------------ | -------------- |
| Canadá (Billboard)             | 70             |
| Nova Zelândia (RMNZ)           | 4              |
| Noruega (VG-lista)             | 14             |
| Estados Unidos (Billboard 200) | 119            |